# Kelter (Ötisheim)
Die Kelter ist ein denkmalgeschütztes Gebäude in Ötisheim in Baden-Württemberg.

## Lage
Die Kelter befindet sich an der Schönenberger Straße 13. Rechts davon befindet sich das Pfarrhaus.

## Beschreibung
Sie ist ein zweigeschossiger giebelseitiger Fachwerkbau. Die Ausfachungen bestehen aus diagonalgestellten Quadraten und Andreaskreuzen. Die Schwelle ist gekerbt und im Inneren ist eine dreiachsige Stützenhalle. Die Kelter ist geschützt nach § 28 DSchG.

## Geschichte

### Vorgeschichte

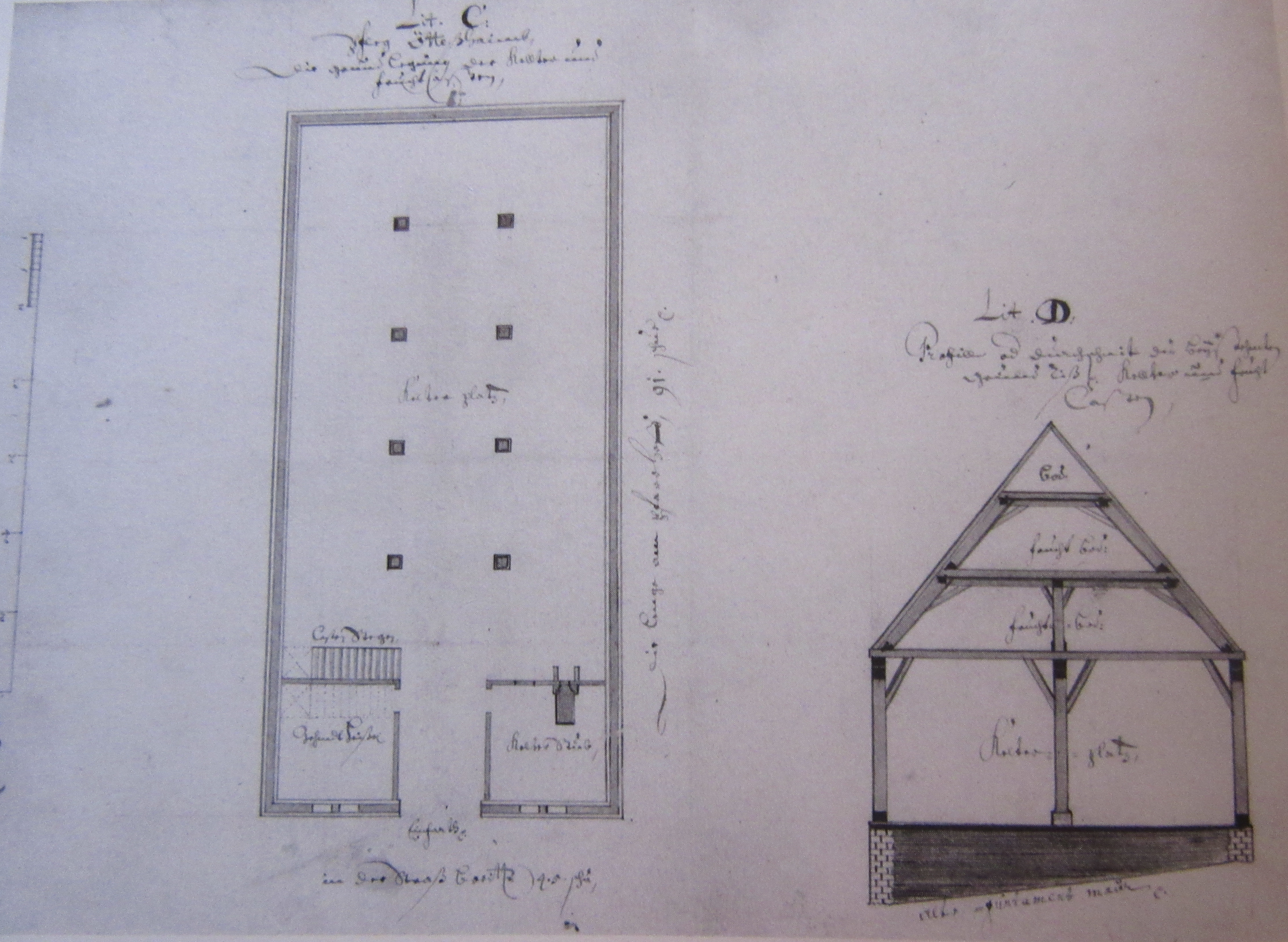
Originalpläne der Kellter und Fruchtkasten der Pfleg Ötteßhaimb, vor dem Brand 1692

Schon 1404 wird von einem Weingarten im Aichbühl direkt am Ortsteil Erlenbach urkundlich erwähnt. Die Weinbauer waren verpflichtet die Reben in der damaligen Kelter in Ötisheim zu verarbeiten. 1/7 von dem Wein bekam das Kloster Maulbronn als sogenannter Kelterwein. Die Kelter gehörte zwar dem Kloster Maulbronn, aber für die Erhaltung musste die Gemeinde aufkommen. Die Kelter war zusammen mit dem Fruchtkasten untergebracht. So dass die Kelter im Erdgeschoss war und der Fruchtkasten im Obergeschoss. Das Gebäude wurden 1692 nach der Schlacht bei Ötisheim völlig niedergebrannt.

### Neubau
1701 wurde die Kelter vom königlichen Kameralamt errichtet. In der dreischiffige Kelterhalle standen mehrere Kelterbäume, welche Trauben und Obst pressten. Im Obergeschoss lagerten Tabak und Getreide, als auch landwirtschaftliche Geräte. Im Jahr 1826 wurde die Kelter von der Gemeinde erworben und diente bis Ende des 20. Jahrhunderts weiter als Obst- und Weinkelter. 2001 beschloss man die Kelter zu sanieren. 2010 wurde das 2 Millionen teure Projekt abgeschlossen und dient heute unter anderem als Veranstaltungsort.